# Gary Roberts (football)
f
Pour les articles homonymes, voir Roberts.
Gary Roberts est un footballeur anglais, né le 18 mars 1984 à Liverpool en Angleterre. Il évolue actuellement à Accrington Stanley au poste de milieu de terrain.

## Biographie
Gary Roberts signe fin juin 2012 un contrat de trois ans en faveur de Chesterfield,. 
Le 29 septembre 2017, il rejoint Wigan Athletic.
Le 4 janvier 2021, il rejoint Accrington Stanley.

## Palmarès

### En club
- Portsmouth
  - Champion du Football League Two (D4 anglaise) en 2017.
- Wigan Athletic
  - Champion du Football League One (D3) en 2018.

#### Distinctions personnelles
- 2014 Membre de l'équipe type de Football League Two en 2014.